# Google (tvrtka)
Google LLC je američka multinacionalna korporacija specijalizirana za mrežne usluge i proizvode. To uključuje pretraživanje, računarstvo na oblaku i mrežno oglašavanje. Većinu svoje dobiti ostvaruje na usluzi za oglašavanje AdWords.

## Povijest tvrtke
Google su osnovali Larry Page i Sergey Brin dok su bili na doktorskim studijama na sveučilištu u Stanfordu. Zajedno su vlasnici oko 16 posto dionica tvrtke. Google su 4. rujna 1998. godine predstavili kao privatnu korporaciju. Tvrtka je na burzu izašla tek 19. kolovoza 2004. godine. Sjedište korporacije je 2006. godine preseljeno u Mountain View u Kaliforniji.

### Google u Hrvatskoj
Podružnica američkog Googlea u Hrvatskoj se naziva "Google Hrvatska d.o.o." registrirana u Trgovačkom sudu u Zagrebu na Savskoj cesti 32, Zagreb 2009. godine.
Google Hrvatska je 1. prosinca 2020. za vrijeme pandemije koronavirusa u Hrvatskoj predstavio inicijativu "Grow Croatia with Google" čiji je cilj značajno pridonijeti oporavku i razvoju hrvatskog gospodarstva i ubrzati digitalnu transformaciju te na taj način odgovoriti na izazove uzrokovane pandemijom. Inicijativa Google ima za cilj ubrzati gospodarski oporavak i razvoj upotrebom tehnologije, alata, edukacija i savjeta koji će pomoći 10.000 lokalnih tvrtki, zajednica i ljudi do kraja 2021. u suradnji s Ministarstvom rada, mirovinskog sustava, obitelji i socijalne politike i Hrvatskim zavodom za zapošljavanje te pod visokim pokroviteljstvom Predsjednika Republike Hrvatske.

## Vanjske poveznice
- Google